# Hamza Hajji
Hamza Hajji (arab. حمزة حجي, ur. 6 lutego 1986 w Casablance) – marokański piłkarz, grający na pozycji obrońcy w Stade Marocain Rabat.

## Kariera klubowa

### Początki
Zaczynał karierę w Wydadzie Casablanca, do seniorskiego zespołu dołączył 1 czerwca 2004 roku. 1 lipca 2007 roku przeszedł do Maghrebu Fez. 1 stycznia 2009 roku powrócił do Wydadu. 

### Powrót do Maghrebu Fez
Później znowu trafił do Maghrebu Fez. W sezonie 2010/2011 zagrał tam 9 meczów. W kolejnym sezonie rozegrał 19 spotkań i pięciokrotnie asystował. Zdobył z tym klubem Afrykański Super Puchar.

### FUS Rabat
1 lipca 2012 roku trafił do FUSu Rabat za 75 tysięcy euro. Zadebiutował tam 16 września w meczu przeciwko Raja Casablanca, przegranym 3:0, grając cały mecz. Pierwszą asystę zaliczył tam 9 marca w meczu przeciwko Olympique Khouribga, przegranym 2:1. Asystował przy golu w 17. minucie. Łącznie zagrał 25 meczów i miał asystę.

### FAR Rabat
6 września 2013 roku trafił do innego stołecznego zespołu – FARu. W tym klubie zadebiutował 22 września w meczu przeciwko Moghrebowi Tetuan, przegranym 1:3, grając cały mecz. Pierwszą asystę zaliczył 10 listopada w meczu przeciwko Chababowi Rif Al Hoceima, przegranym 2:1. Asystował przy golu w 73. minucie. Łącznie zagrał 66 meczów, zaliczając 7 asyst.

### Moghreb Tétouan
25 lipca 2016 roku trafił do Moghrebu Tétouan. W tym zespole zadebiutował 28 sierpnia w meczu przeciwko Kawkabowi Marrakesz, zremisowanym 2:2. Zagrał całe spotkanie. Pierwszą asystę zaliczył 5 lutego 2017 roku również w meczu przeciwko Kawkabowi Marrakesz, przegranym 1:2. Asystował przy golu w 56. minucie. Pierwszego gola strzelił 9 czerwca 2019 roku w meczu przeciwko FARowi Rabat, wygranym 2:1. Do siatki trafił w 44. minucie. Łącznie w Tetuanie zagrał 48 meczów, strzelił gola i zaliczył 4 asysty.

### Rapide Oued Zem
27 października 2020 roku trafił za darmo do Rapide Oued Zem. W tym zespole zadebiutował 5 grudnia w meczu przeciwko Mouloudii Wadżda, zremisowanym 1:1, grając cały mecz. Pierwszą asystę zaliczył 9 maja 2021 roku w meczu przeciwko Renaissance Zemamra, wygranym 3:2. Asystował przy golu w 8. minucie. Łącznie w Oued Zem zagrał 24 mecze i 3 razy asystował.

### Dalsza kariera
10 sierpnia 2021 roku przeszedł do Chababu Atlas Khénifra. 15 sierpnia 2022 roku został zawodnikiem Stade Marocain Rabat.